# Абрагам Якуб Штерн
Абрагам Якуб Штерн (пол. Abraham Jakub Sztern; 1762, Грубешів — 3 лютого 1842, Варшава) — польський єврейський винахідник з Варшави, найбільш відомий своїми механічними калькуляторами, самоучка-математик. Член Варшавського товариства друзів, що навчаються, з 1830 року.

## Біографія
Абрагам Штерн народився у 1762 році у Грубешеві.
Штерн продемонстрував свої винаходи 30 квітня 1817 року на засіданні варшавського суспільства заохочення наук. Одна з його машин була забезпечена пружинним приводом і працювала автоматично.
4 лютого 1821 року Штерн був обраний членом цього товариства. У 1826—1835 роках він займав пост ректора Варшавської школи рабинів.
Помер 3 лютого 1842 року у Варшаві.
Похований на варшавському єврейському кладовищі Брудно.
Його молодша дочка Сара стала в 1842 році дружиною Хаїма-Зеліка Слонімського. Онуки — лікар Станіслав Слонімський і публіцист Людвіг Зіновійович Слонімський.

## Діяльність
Абрагам Штерн почав працювати підмайстром у в майстерні годинникаря в Грубешеві. Незабаром він почав будувати з зубчастих коліс обчислювальні машини. З 1810 року виготовив ряд машин, які могли виконувати чотири дії арифметики і добувати квадратний корінь.
Станіслав Сташиц, католицький священик і представник польського Просвітництва запросив Штерна в Варшаву і надав йому допомогу в розвитку подальших винаходів, в тому числі геодезичного вимірювального тріангулятора.

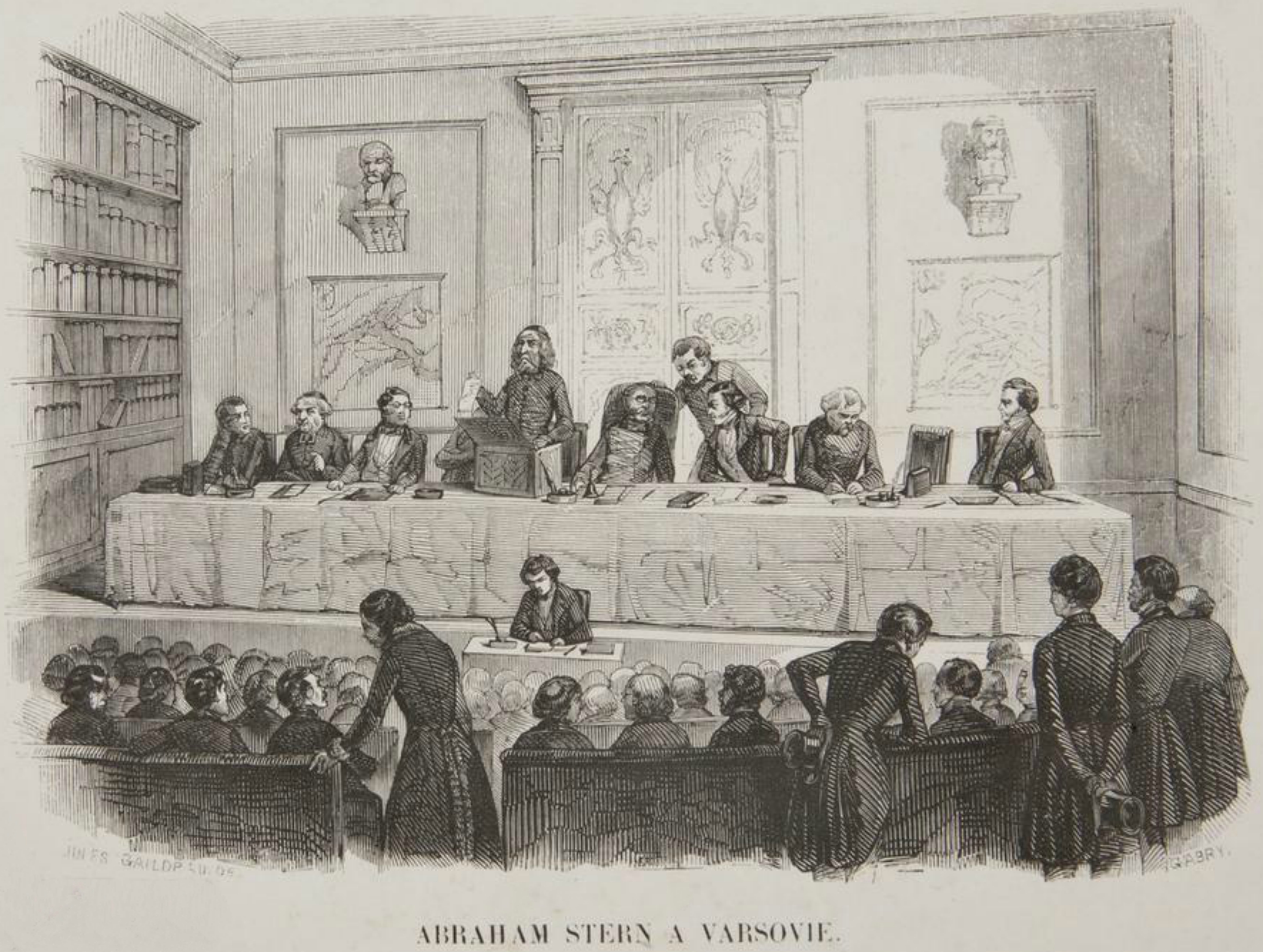
Абрагам Штерн, демонструє одну зі своїх обчислювальних машин у Варшаві (на публічних засіданнях Товариства друзів наук, єврейський одяг Штерна серед чорних фраків, що носили його колеги, завжди бентежив людей, які не знали, хто він), б. 1830 рік

Він також був відомим противником хасидського іудаїзму.

## Твори
- Бібліографія творів [Архівовано 6 січня 2012 у Wayback Machine.]